# Renascence
Renascence (ou Renasance) est un poème d'Edna St. Vincent Millay datant de 1912, crédité d'avoir fait sa réputation dans le monde et souvent considéré comme l'un de ses meilleurs poèmes. Il s'agit d'un poème lyrique de plus de 200 lignes, écrit à la première personne, englobant largement la relation d'un individu à l'humanité et à la nature. 
La narratrice contemple le panorama depuis le sommet d'une montagne. Submergée de nature et de pensées pour la souffrance humaine, elle ressent la mort des autres de façon empathique, et se sent appelée dans une tombe. La douce pluie qui se déverse sur elle, l'aide à retrouver la joie de vivre — la renaissance, ou « Renascence », du titre.

## Histoire de la publication et importance à la carrière de Millay
Millay écrivit Renascence en regardant le panorama à partir du sommet du Mont. Battie à Camden (Maine), où maintenant une plaque commémore l'écriture du poème  Le poème pourrait avoir été influencé par l'expérience enfantine de Millay d'une occasion où elle faillit se noyer. 
Sa mère, Cora Millay, ayant vu une annonce pour un concours de poésie parrainé par The Lyric Year a encouragé Edna à concourir. Le poème qui reçut une bonne audience fut publié, avec une sélection des meilleurs écrits des autres concurrents, dans le volume annuel du magazine.
Lors du concours, le poème de Millay a été considéré comme la meilleure soumission, et quand la quatrième place lui a été attribuée, cela a causé une polémique. Orrick Johns, lauréat de la première place, était parmi ceux qui estimaient que Renascence était le meilleur poème, et déclara « le prix est autant une gêne pour moi qu'un triomphe ». Le gagnant du deuxième prix lui a d'ailleurs offert ses 250 $. 
Renascence a été largement distribué et même enseigné aux écoliers comme exemplaire de la poésie américaine. Millay l'a utilisé pour promouvoir sa propre carrière.
Le poème a été intégré à un recueil qui en reprend le titre Renascence and Other Poems.